# Thorington
Thorington is een plaats en civil parish in het bestuurlijke gebied East Suffolk, in het Engelse graafschap Suffolk. In 2001 telde het dorp 76 inwoners.
Het dorp heeft 15 vermeldingen op de Britse monumentenlijst. Daaronder bevinden zich de dorpskerk, waarvan de toren uit de twaalfde eeuw stamt, en het rond 1600 gebouwde 'Thorington Hall'.